# Analysens fundamentalsats
Enligt analysens fundamentalsats (analysens huvudsats eller integralkalkylens huvudsats) är de två centrala operationerna inom analysen, derivering och integrering, varandras inverser. Detta innebär att om en kontinuerlig funktion först integreras och sedan deriveras, så fås den ursprungliga funktionen tillbaka. En viktig konsekvens av denna sats är att integraler kan beräknas med hjälp av en primitiv funktion till den funktion som skall integreras.
Satsen kan formuleras som

Antag att en funktion f är kontinuerlig i intervallet {\displaystyle [a,b]} och definiera
{\displaystyle F(x)=\int _{a}^{x}f(t)\,dt,\quad a\leq x\leq b.}
Då gäller:
1. Funktionen F är deriverbar och dess derivata sammanfaller med funktionen f på det öppna intervallet (a,b):
{\displaystyle F^{\prime }(x)=f(x),\qquad x\in (a,b).}
(I intervallets ändpunkter gäller denna slutsats höger- resp. vänsterderivatan av F.)
2. Om G är en primitiv funktion till f så sammanfaller den med integralen av funktionen f:
{\displaystyle G(x)=G(a)+\int _{a}^{x}f(t)\,dt,\qquad x\in [a,b].}

Analysens fundamentalsats (animering)

Det är inte nödvändigt att kräva att funktionen {\displaystyle f} är kontinuerlig; det räcker om den är Lebesgue-integrerbar på intervallet. Den första slutsatsen, F'(x)  = f(x), ändras då till att gälla för nästan alla punkter i intervallet [a,b]; de punkter där slutsatsen inte gäller har Lebesguemåttet lika med noll.

## Bevis
Satsen kan bevisas enligt följande:
{\displaystyle {\begin{aligned}F^{\prime }(x)&=\lim _{h\rightarrow 0}{\frac {F(x+h)-F(x)}{h}}=\lim _{h\rightarrow 0}{\frac {1}{h}}{\biggl (}\int _{a}^{x+h}f(t)\,dt-\int _{a}^{x}f(t)\,dt{\biggr )}\\&=\lim _{h\rightarrow 0}{\frac {1}{h}}\int _{x}^{x+h}f(t)\,dt=\lim _{h\rightarrow 0}f(c)=\lim _{c\rightarrow x}f(c)=f(x).\end{aligned}}}
I första steget utnyttjas derivatans definition och i det andra definitionen av {\displaystyle F}. I det tredje steget används räknelagar för integraler. I fjärde steget används medelvärdessatsen för integraler. I femte steget utnyttjas det faktum att {\displaystyle c} ligger mellan {\displaystyle x} och {\displaystyle x+h}, så då {\displaystyle h\rightarrow 0} gäller att {\displaystyle c\rightarrow x}. Sista steget ges av att {\displaystyle f} är kontinuerlig.